# Lomas del Mirador

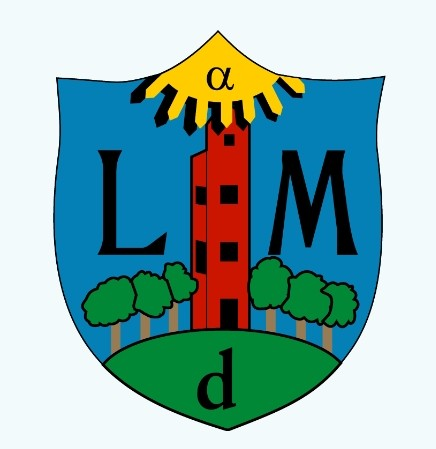
Escudo de Lomas del Mirador

Lomas del Mirador es una localidad ubicada en el partido de La Matanza, en la provincia de Buenos Aires, Argentina.

## Historia

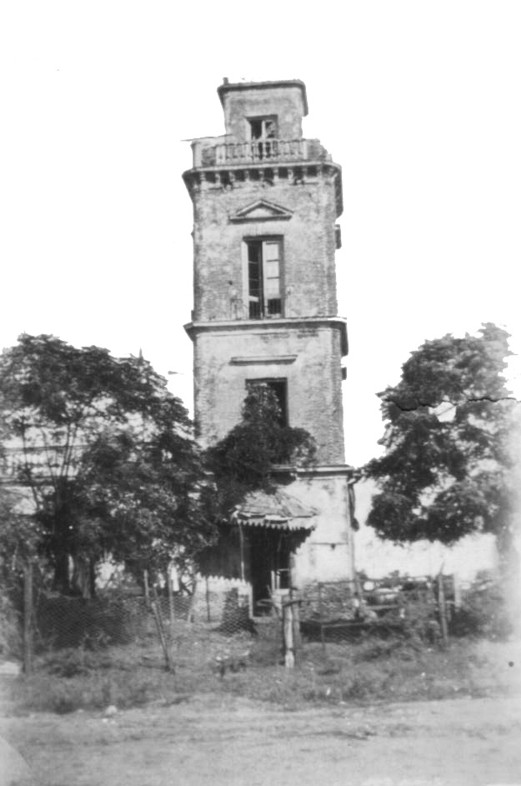
El llamado Mirador de Santa Lucía

Las tierras en las que se ubica Lomas del Mirador pertenecían al acaudalado estanciero Ezequiel Ramos Mexía, y en 1868 se las vendería a Pedro Pelluse. Eran conocidas como «Terrenos del Mirador» por el casco de estancia «Mirador Santa Lucía», perteneciente a José Silveyra, juez de paz. Al avanzar la división de tierras, a los terrenos se los llamó Lomas del Mirador. Dentro de sus límites se encuentra el Monte Dorrego, que perteneció a los descendientes del líder federal Manuel Dorrego.
En el año 1909 se realiza el primer loteo. En abril de 1909 se realiza un remate de lotes, en la zona que de daría origen a la actual urbanización. Fueron más de 100 lotes que, Pedro Bassannetti, remató a muy bajo costo.
Elda Zambon recuerda el día que su padre compró en la zona:
«Salían las bañaderas sin capota, de la esquina de Murguiondo y Alberdi. Papá se puso el rancho de fiesta. Mamá le dio un saco limpio (estaba vestido siempre de mecánico), y era la gran expectativa esperar que papa volviera. Y papá volvió con una sonrisa de oreja a oreja había comprado toda una esquina, al 710 de Provincias Unidas. Es así como nosotros nos instalamos ahí, con las limitaciones que había, en cuanto a comodidades: bombear el agua, no había gas, y la distancia con la escuela...»
En la comisaría 8.ª, situada en la esquina de Tapalqué y Quintana, funcionó durante la última dictadura cívico-militar 1976-83 el centro de detención conocido como El Sheraton. En octubre de 1984 es declarada ciudad por la legislatura bonaerense mediante la ley 10.203.

## Geografía
La localidad abarca 5,5 km². Los terrenos son con leves ondulaciones. Está en promedio a 20 m s. n. m. aproximadamente, y tiene el clima de la Región Pampeana. Su centro comercial se encuentra sobre en la ruta nacional 3, entre la avenida San Martín y la calle Colón. Allí se encuentran las sucursales de los bancos y los comercios más importantes de la localidad. Aunque también se destaca un segundo centro comercial en la avenida Mosconi desde la avenida San Martín hasta la calle Formosa.
Originalmente era un barrio de la localidad de San Justo. Desde 1984 es declarado una localidad independiente, mediante la unión de los barrios de Lomas Del Mirador, Villa Industrial, Villa Las Fábricas, Los Chalecitos, Villa Ansaldi, Villa Larumbe, Monte Dorrego, 12 de Octubre, El Cañón, y el asentamiento de emergencia Villa Santos Vega. La ciudad limita al este con la Ciudad de Buenos Aires, con San Justo al oeste, con Ramos Mejía al norte y con La Tablada en el sur. Sus límites precisos son las calles: Avenida General Paz, Av. Díaz Vélez (Diag. 10), Av. Eva Perón, Gral Tomás Justo Villegas, Formosa, Cnel. Olleros, Av. Gral San Martín y la calle Salcedo.

### Población
En el 2001 la población contaba con 51,488 habitantes (Indec, 2001), de los cuales 26.887 son mujeres y los 24.601 restantes son hombres.

## Religión
La localidad pertenece a la diócesis de San Justo de la Iglesia católica. Algunas parroquias son Nuestra Señora de Fátima, San Leopoldo Mandic, Nuestra Señora del Sagrado Corazón, Santísimo Nombre de María, San Juan Bosco y Santa Clara. Desde 2004 la Iglesia católica reconoce como patrona de Lomas del Mirador a María Reina de Monte Oropa, la «Virgen Negra».